# Marek Ryzák
Marek Ryzák (* 24. července 1993 Praha) je český lední hokejista hrající na pozici obránce.

## Život
Svá mládežnická a juniorská léta strávil v celku HC Slavia Praha. Mezi muži se prvně objevil během ročníku 2012/2013, kdy ve třech utkáních hrál za pražskou Kobru, tehdy účastníka 2. ligy, tedy třetí nejvyšší hokejové soutěže v České republice. Následně přešel na Slovensko mezi juniory HC Dukly Trenčín a objevil se též mezi muži v zápasech tamní nejvyšší soutěže. V sezóně 2014/2015 odehrál za Trenčín pouze jeden zápas a zbytek ročníku strávil v nižších soutěžích v České republice, když hrál za HC Most a za HC Draky Bílina. Sezónu 2015/2016 strávil opět v Trenčíně a ve čtyřech zápasech vypomohl celku HC Topoľčany. Ročník 2016/2017 strávil znovu v Trenčíně a na jejím konci se stěhoval do svého rodného města, kde začal od ročníku 2017/2018 opět hrát za Slavii. V celkem osmnácti utkáních navíc hostoval v Kobře. Ročník 2018/2019 začal v Kobře, ale v jeho průběhu se následně stěhoval zpět do Slavie.